# Thomas Barth
Thomas Fredrik Weiby Barth (Bolsøy, 18 maggio 1899 – Oslo, 25 marzo 1971) è stato un mineralogista norvegese.
Docente all'università di Oslo dal 1937, fu autore delle importanti opere scientifiche Petrologia teoretica (1952) e Feldspati (1969).